# Buntaran (Rejotangan)
Buntaran is een bestuurslaag in het regentschap Tulungagung van de provincie Oost-Java, Indonesië. Buntaran telt 3727 inwoners (volkstelling 2010).